# All In (YoungBoy Never Broke Again)
All In è un singolo del rapper statunitense YoungBoy Never Broke Again pubblicato il 25 luglio 2020.

## Video musicale
Il videoclip ufficiale è stato pubblicato sul canale ufficiale del rapper.

## Descrizione
Fa parte dell'album in studio Top.

## Tracce
1. All In – 2:36